# Takeda Hideaki
Hideaki Takeda (sinh ngày 22 tháng 5 năm 1985) là một cầu thủ bóng đá người Nhật Bản.

## Sự nghiệp câu lạc bộ
Hideaki Takeda đã từng chơi cho Fagiano Okayama và Matsumoto Yamaga FC.